# Lâm Hùng
Lâm Hùng (28 de octubre de 1977 en Kien Giang), es un cantante vietnamita, cuyo nombre verdadero nombre es Lam Van Hung. Sus inicios en la música para Lâm Hùng no fue nada fácil, tuvo que trabajar bastante, incluso viajando a otros lugares para hacer conocer su talento. A los 18 años de edas, fue propietario de una pequeña embarcación en Rach Gia de Kien Giang, pues este empleo a que se dedicaba decidió cambiar de vida, en un principio empezó a cantar en bares. Luego de haber pasado varias pruebas con su propio sacrificio se convirtió en uno de los cantantes profesionales. Actualmente Lâm Hùng, se desempeña en la música como un cantante famoso y profesional.

## Temas musicales
- Kiếp phong trần (Liều thuốc cho trái tim 2)
- Đừng cho tôi biết em dối gian
- Nghĩa mẹ
- Sống giả
- Anh đã hiểu tình em
- Vô tình
- Em về đi
- Nhật ký ba thằng bạn

## Composiciones
- Nghĩa mẹ
- Vọng cổ nghĩa mẹ
- Chữ hiếu chưa tròn
- Sống giả
- Đêm giao thừa nhớ mẹ
- Chợ đời
- Nhật ký ba thằng bạn
- Giọt nước mắt muộn màng

## Filmografía
- Căn biệt thự số 13 (2010)

## Concierto en vivo
- Lâm Hùng IN SAIGON (diễn ra tại SK Lan Anh - TP. Hồ Chí Minh - Việt Nam)
- Lâm Hùng IN VINH LONG

## Discografía
| Álbum | Álbum Cover | Fecha de lanzamiento | Nombre del álbum                             |
| ----- | ----------- | -------------------- | -------------------------------------------- |
| 1     |             | 7/2002               | Hát cho một dòng sông                        |
| 2     |             | 6/2003               | Ký túc xá chiều mưa                          |
| 3     |             | 3/2004               | Để lại đau thương chính mình                 |
| 4     |             | 5/3/2003             | VCD -Phôi pha                                |
| 5     |             | 11/6/2004            | VCD - Để cho em ra đi                        |
| 6     |             | 6/2005               | Vô tình                                      |
| 7     |             | 6/2006               | Mỗi người một quá khứ                        |
| 8     |             | 31/8/2010            | Một ngày biết trước                          |
| 9     |             | 2010                 | Cho vừa lòng em                              |
| 10    |             | 2005                 | Nghĩa mẹ - Chuyện tình mùa đông              |
| 11    |             | 2009                 | Lâm Hùng - Country Music Vietnam             |
| 12    |             | 2009                 | Xóa tên người tình                           |
| 13    |             | 15/8/2011            | Hồi tưởng                                    |
| 14    |             | 17/9/2011            | DVD LIVESHOWS Lâm Hùng in SaiGon             |
| 15    |             | 2010                 | Chuyến tàu hoàng hôn ( Phát hành tại Hoa Kỳ) |

- Datos: Q5985300